# Iván Vasílievich cambia de profesión
Iván Vasílievich cambia de profesión (del ruso: Иван Васильевич меняет профессию) es una comedia soviética  producida en 1973 por los estudios de cine Mosfilm dirigida por Leonid Gaidái y basada en la obra de Mijaíl Bulgákov Iván Vasílievich. Fue la película más vista en su año de estreno, 1973, con más de 60 millones de espectadores.
Se rodaron escenas de la película en Yalta (videoclip de la canción que canta Zina), en el kremlin de Rostov, en la calle Novokuznétskaya y otras calles de Moscú.

## Argumento

### Prólogo
El film empieza en blanco y negro. El inventor Aleksandr Serguéyevich Timoféyev (Shúrik) crea una máquina del tiempo. Los experimentos para probarla producen una fuerte explosión y como consecuencia Shúrik pierde la conciencia.

### Sueño
Al empezar el sueño la película pasa a ser en color. La mujer de Shúrik, Zina, artista de cine, llega de sus vacaciones al apartamento ahumado y le anuncia que se separa de él, que tiene un nuevo amante, el director de cine Yakin, al que conoció en Gagra. En ese momento el ladrón de pisos reincidente Zhorzh Miloslavski penetra en el piso del vecino de Shúrik, el estomatólogo Antón Semiónovich Shpak y roba en él.
En presencia del administrador Iván Vasílievich Bunsh, Shúrik pone en marcha la máquina a poca potencia, y la pared entre el apartamento de Shúrik y el de Shpak desaparece. Zhorzh Miloslavski, sorprendido, entra en el apartamento de Shúrik interesado en la máquina porque puede hacer desaparecer las paredes. Shúrik aumenta la potencia, y a través de la pared aparecen las habitaciones del zar. En el trono se halla Iván el Terrible y a su lado se halla el diak Feofán. Al ver a los forasteros, creen que son demonios y Feofán huye en busca de la guardia e Iván se asusta al ver el gato negro de Shúrik, con lo que entra en el apartamento. En la habitación se arma una pelea que rompe la máquina, con lo que Iván Vasílievich queda en el mundo moderno y Miloslavski y Bunsh en el siglo XVI.
A salvo de la guardia, Miloslavski se da cuenta del parecido físico entre Bunsh e Iván, por lo que hace que se ponga las ropas del zar, mientras el mismo se disfraza de príncipe. En el siglo XX, Shúrik le cuenta al zar lo que ha pasado y le pide que espere en el piso mientras él va a la tienda a por nuevos transmisores. Iván el terrible queda sólo en el piso y prueba a usar los objetos domésticos modernos. Queda fascinado por las imágenes que ve en una película. En los tiempos del zar también la situación es movida. Bunsh quiere dar a los suecos el volost de Kem, pero Miloslavski no se lo permite. Cuando están comiendo Iván Vasílievich Bunsh flirtea con Marfa Vasílievna Sobákina (la tercera esposa de Iván el Terrible) y se emborracha. El ejército llega a las habitaciones del zar y trata de capturar a los impostores. Pero la máquina del tiempo funciona al fin, reparada por Shúrik, y Bunsh y Miloslavski regresan al siglo XX.  
Iván Vasílievich no consigue volver y es detenido por la militsia. Bunsh se rinde voluntariamente a la militsia, puesto que "ha ejercido temporalemte las funciones de zar". Iván le oye y a continuación le ataca con furia. Al iniciarse la pelea los enfermeros del psiquiátrico del servicio de socorro, que han llegado con la militsia, les meten en camisas de fuerza y les llevan a Uliána Andréyevna, mujer de Bunsh, para que identifique a su marido, pero en ambos reconoce a su marido, por lo que cree enloquecer y marcha con ambos al manicomio. Miloslavski toma la bata blanca de Shúrik e intenta esconderse bajo el pretexto de ser un médico del manicomio, llevando a "los pacientes" a la calle, pero los policías, pero al encontrar en la ropa de Iván los documentos del ladrón Gueorgui Miloslavski, les intentan detener gritando desde el balcón y se inicia una persecución entre la militsia y Miloslavski. Aprovechando el alboroto, de la ambulancia sale conrriendo Iván el Terrible y corre al apartamento de Shúrik, que pone de nuevo en marcha la máquina. Desaparece la pared e Iván vuelve a su tiempo. Se vuelve a asustar por el gato, al que le tira su sombrero y huye olvidando el gorro en el siglo XX.

### Epílogo
La película vuelve al blanco y negro. Shúrik se despierta, se levanta del suelo y no comprende que ha pasado, sin embargo una llamada a la puerta le hace recobrar el sentido poco a poco, él va abrir y ve detrás de la puerta al matrimonio Bunsh que le amenazan con denunciarle por el corte de luz a toda la casa. Shúrik les pregunta por si les han soltado ya del manicomio, lo que encoleriza a Bunsh. Recobra la conciencia completamente y recuerda que su mujer lo ha abandonado. Zina regresa del trabajo al cabo de poco tiempo y Shúrik le pregunta por su viaje a Gagra y su compromiso con Yakin. Zina asombrada le dice que ha enloquecido con la máquina y que no existe ningún director Yakin en su vida. Por ello, Shúrik se da cuenta de que todo lo ha visto en sueños. Pero no todo es tan simple pues en el último momento encuentra el gorro de color que dejó el zar, que de repente se convierte en la gata. Los esposos miran perplejos a los espectadores, se encogen de hombros y se besan, y a continuación la gata dice: "¡Chao!".

## Reparto y equipo de rodaje

### Personajes históricos
- Yuri Yákovlev - Iván el Terrible
- Saveli Krámarov - Feofán, diak de la Oficina de Embajadores.
- Aleksandr Vígdorov - el opríchnik que oye el tañido de las campanas.
- Valentín Grachov - el streléts que dice "¡Atrapad vivos a los impostores!"
- Anatoli Kalabulin - el streléts que mueve la oreja.
- Nina Máslova - Marfa Sobákina
- Víktor Shulkin - metropolita que dice "¡El ejército se ha sublevado, el zar no está presente!"
- Vladímir Myshkin -streléts

### Contemporáneos
- Yuri Yákovlev - Iván Vasílievich Bunsh
- Leonid Kuravliov - Zhorzh Miloslavski
- Aleksandr Demiánenko - Aleksandr Serguéyevich Timoféyev
- Natalia Selezniova - Zinaida Mijaílovna Timoféyeva (esposa de Timoféyev)
- Natalia Krachkóvskaya - Uliana Andréyevna (esposa de Bunsh)
- Natalia Kustínskaya - Rubia, amiga del director Yakin
- Vladímir Etush - Antón Shpak, estomatólogo
- Mijaíl Púgovkin - director de cine
- Eduard Bredún - vendedor de piezas de radio del mercado negro
- Natalia Gurzó - enfermera de Shpak
- Iván Zhevago - psiquiatra
- Anatoli Podshiválov - Teniente de la militsia
- Vïktor Uralski - Starshiná de la militsia
- Yuri Potiomkin - enfermero que conduce a Bunsh

### Equipo de rodaje
- Autores del guion: Vladlén Bajnov, Leonid Gaidái
- Director-ejecutivo: Leonid Gaidái
- Directores de fotografía: Vitali Abrámov, Serguéi Poluyánov
- Director artístico: Yevgueni Kumankov
- Compositor: Aleksandr Zatsepin
- Ingeniera de sonido: Raísa Margacheva
- Director: V. Vasíliev
- Efectos de sonido: Víktor Bábushkin
- Texto de las canciones: Leonid Derbeniov
- Regidor: Arkadi Jait
- Operador: I. Shtanko
- Dibujante: Yu. Fomichev
- Maquillador: A. Tetiurkin
- Directora de montaje: Klavdiya Aléyeva
- Diseñadora del vestuario: N. Buzina
- Coreógrafo: P. Grodnitski
- Asistentes de dirección: N. Sysoyeva, A. Románenko
- Asistente de fotografía: V. Danílov
- Iluminación: L. Podsujski
- Efector especiales:
  - operador: I Felitsyn
  - diseñador: A. Klímenko
- Redactor: V. Zekin
- Director musical: R. Lukina
- Director de dibujos: Aleksandr Ashkinazi

## Canción
Nina Brodskaya interpretó la canción " Zvenit yanvarskya vyuga"(en ruso: Звенит январская вьюга, lit. 'La ventisca de enero está sonando') para la película. También fue grabado por Sofia Rotaru. En 2014, la banda italiana de pop punk Vanilla Sky grabó una versión de esta canción junto con un video musical.
Lev Polosin y Boris Kuznetsov y el Coro del Distrito Militar de Moscú interpretaron la canción "Cap-cap-cap" ("Marusya"). Valeri Zolotujin interpretó la canción "Razgovor so schast'em" (en ruso: Разговор со счастьем, lit. 'Conversación con felicidad').